# IW Velorum
IW Velorum (IW Vel) es una estrella en la constelación de Vela de magnitud aparente +5,91.
Se encuentra a 336 años luz del sistema solar, siendo el error en la medida del 3,2%.
Su máximo acercamiento a la Tierra tuvo lugar hace 2,6 millones de años, cuando estuvo a una distancia de 233 años luz.
IW Velorum es una estrella blanca de la secuencia principal de tipo espectral A2V, también clasificada como A4V.
Tiene una temperatura efectiva de 8150 K y una luminosidad 46 veces superior a la del Sol.
Se estima que su radio es un 80% más grande que el radio solar y gira sobre sí misma con una velocidad de rotación de al menos 166 km/s.
Posee una masa de 2,34 ± 0,04 masas solares y su edad es algo superior a 1000 millones de años, lo que corresponde a 5/6 partes de su vida como estrella de la secuencia principal.
IW Velorum es una variable Delta Scuti con un período de oscilación de 0,15 días y una variación de brillo de solo 0,016 magnitudes.
ρ Tauri y LM Hydrae son también variables Delta Scuti cuya variación de brillo es inferior a 0,02 magnitudes.